# 三菱73式吉普車
73式吉普車是1973年服役的日本自衛隊通用小型軍用車（歸為小貨卡）。三菱汽車製造現在有2種車型。
目前稱「73式」但是實際官方名稱是「1/2噸貨卡」。

## 發展

### 舊型：1973－1997年
日本國內當時沒有生產四輪驅動車，三菱得到了美國吉普汽車JEEP的授權生產防衛廳用J-3系列和J-50系列當成1/4噸小貨卡後繼車、防衛廳要求載重量要提升所以加大軸距造出了J-24型改良版吉普。從此運輸省原本1/4噸小貨卡換成了J-54A、73式小貨卡換成了J-24A。
舊型車有手動排檔（前進4檔・倒車1檔）+ 副變速箱（高・低2檔）內建傳動裝置。後方還能裝備60式106mm無後座力砲和64式反坦克導彈等、如同現代戰馬一樣在自衛隊各部隊都是必要不可缺車輛。
市售型三菱吉普民用車J-20系列已經停產、只有短軸距的J-50系繼續生產但是1997年也已經停產。現在修理用零件都是從部隊內現役到達報廢年限規定的車上拆下。

### 新型（1996年後）
為了符合新的排氣規定1996年（平成8年）三菱進行「車身底盤非一體化」後端延伸改裝、也改裝了彈簧片式避震器；因而逐漸被稱呼為「（新）73式小貨卡」。
自衛隊員對新型車都稱呼「三菱吉普」當成暱稱。
但是新型車沒被規定成為新車種而是當成舊型車改裝版；也沒有進行複數廠商競標。所以「73式」名稱就沿用下來了。正式名稱「73式小貨卡」（平成13年度採購時原名是「1/2噸貨卡」）。外型和搭乘感都和普通轎車一樣，也稱為「小型」但是走在高速公路上通行費是依照普通貨車（日本稱1號型付費車）收費。（後來才修正為普通轎車收費）
變速箱採自動排檔、市售型相同18英寸直径车胎（横濱橡胶製造）安装专用制215/85.18的铁轮罩），全面四輪驅動。崎嶇地形能力和正統JEEP同等程度性能不相上下，前輪車軸採獨立懸吊提升駕駛穩定性、輪胎直徑增大所以就算是新進隊員也能輕鬆在崎嶇地形行駛。従實際運用上除了單獨行動的探索任務等、也當成移動指揮車運用且和舊型相比多了可以在崎嶇地形和大型卡車・裝甲車一起行動的好處。
為了關東以西使用考慮冷氣空調、災害情報收聽用AM・FM收音機列為標準裝備。但變速裝置特性和空調裝置導致的車重增加使耗油比舊型還高。
固定武器是FN Minimi輕機槍；也可裝各種機槍及反戰車飛彈。第一空降團也有搭載白朗寧M2重機槍的車型。最大載重量440kg、能載各種重物・牽引火炮；使用率比新型高機動車還多得多。
乘載人數為6名，初期型在冬季需要起動暖車時間，但是新型則無。而且密閉式車體比較有乘員的安全感和減低疲勞，還能防護一些化學武器。自衛隊派遣至伊拉克時，三菱汽車加裝了一些防彈鋼板在車體上。

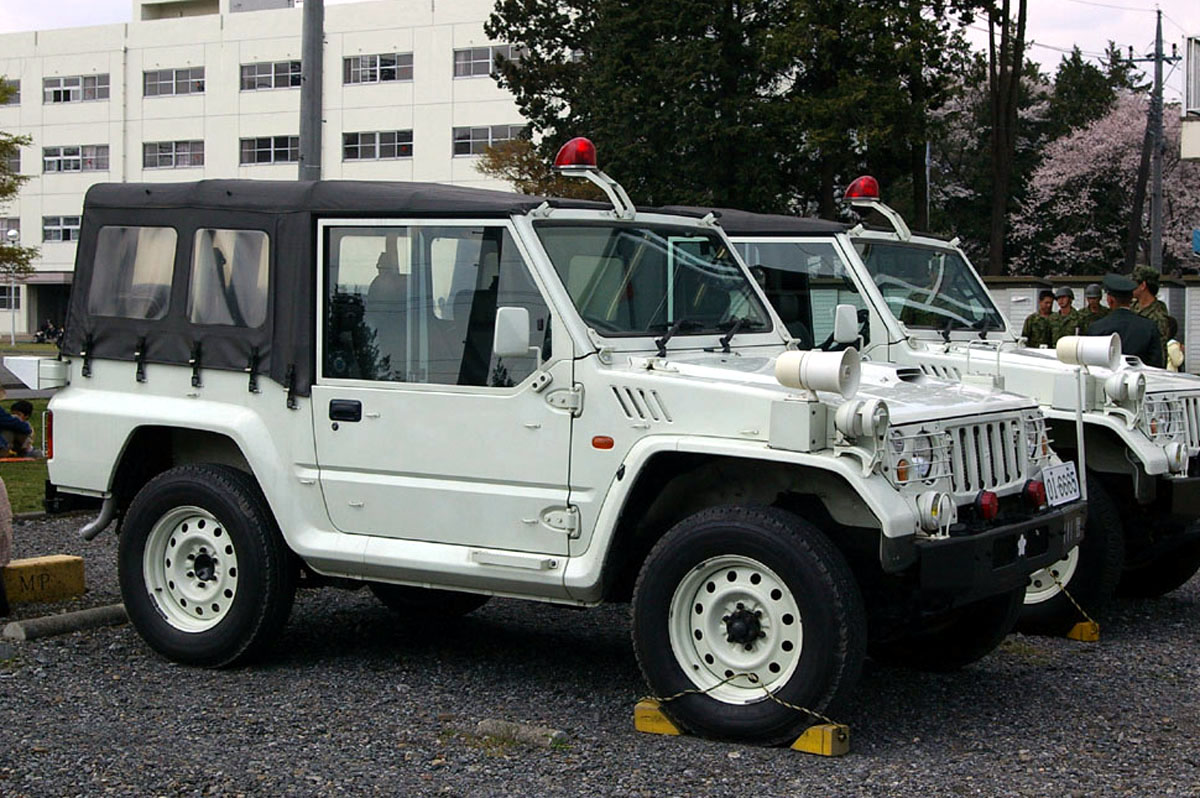
自衛隊警務官（日语：警務官）（憲兵）用車
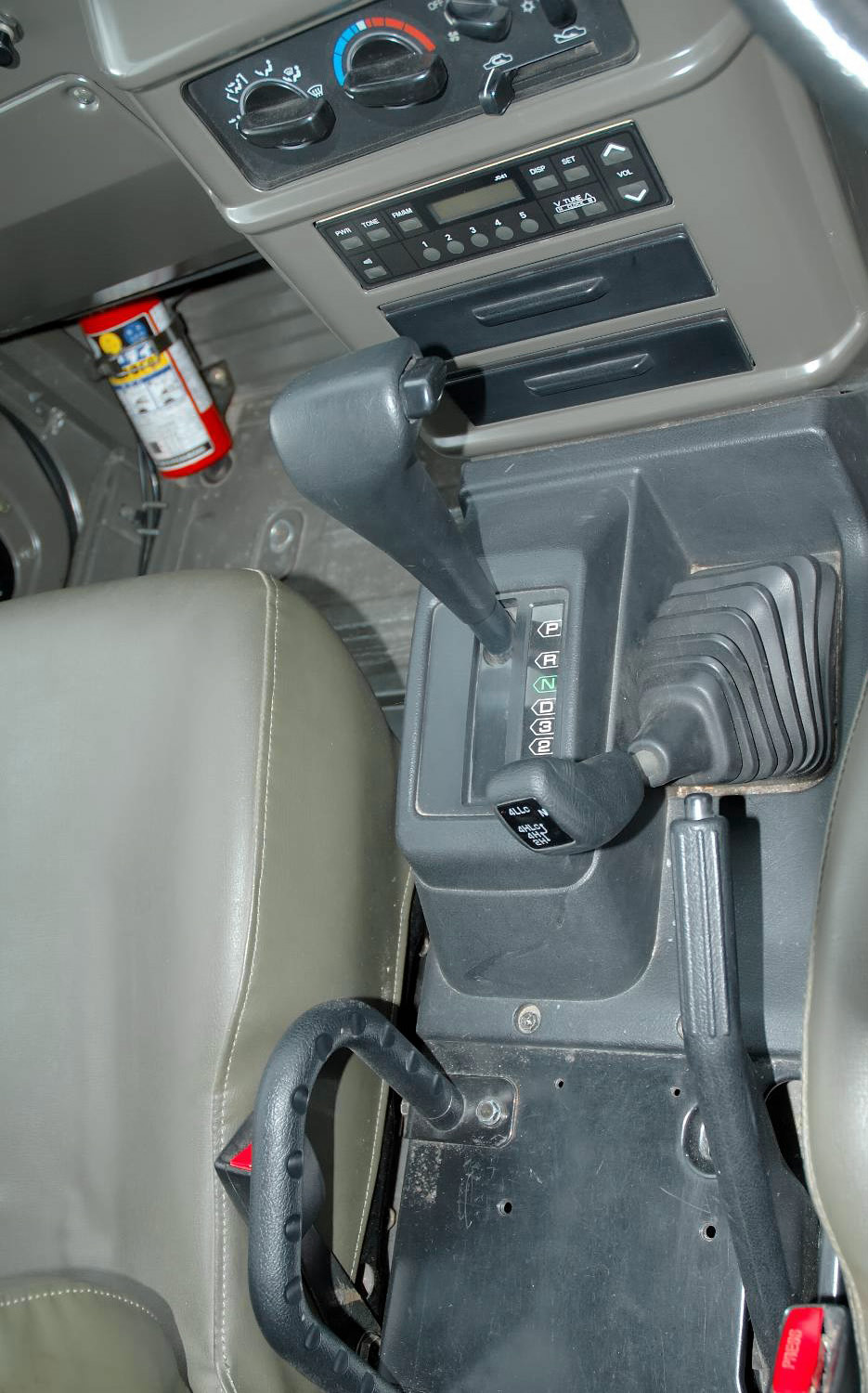
駕駛室和自動排檔
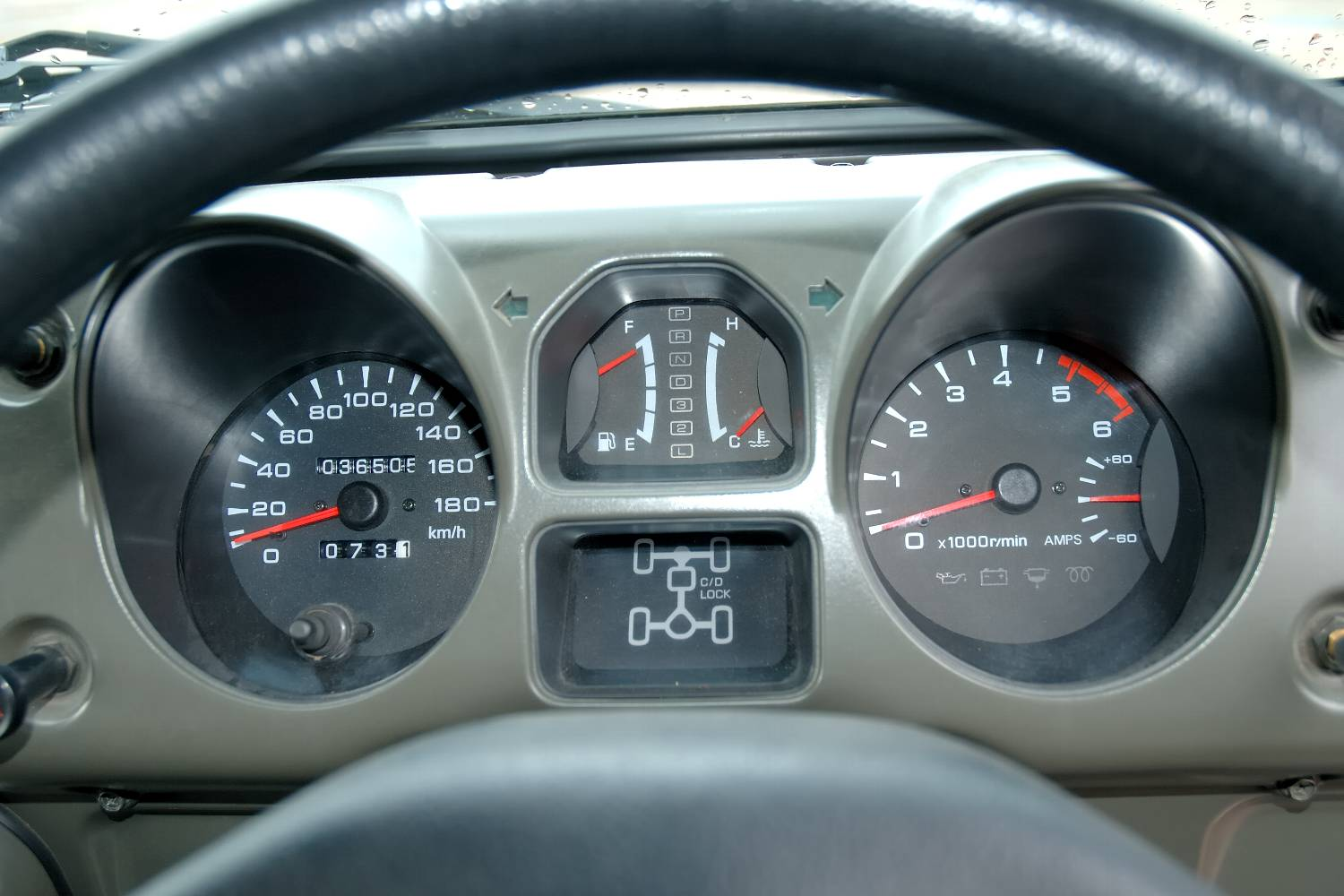
儀表版
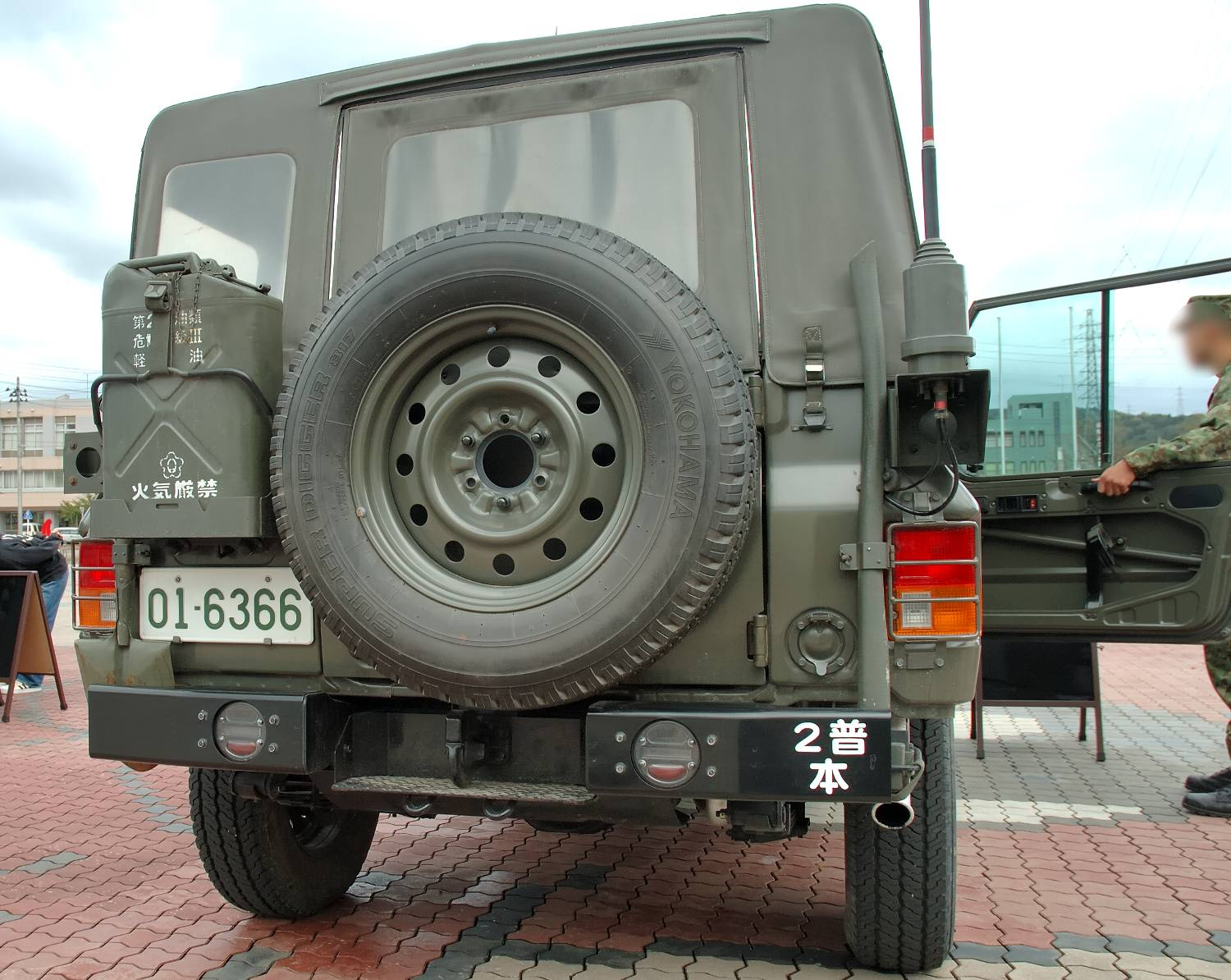
備胎
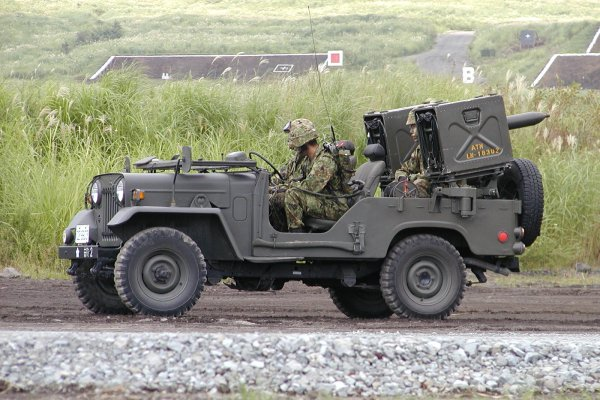
搭載反戰車飛彈

## 逸聞
- 聯合國維和部隊中（新型）73式吉普車有空調冷氣設備，成為其他國家士兵羨幕的對象。
- 因為和市售PAJERO J-TOP使用相同輪胎，導致J-TOP輪胎缺貨，後來演變成日本政府全部收購成自衛隊專用輪胎。